# ニック・ボストロム

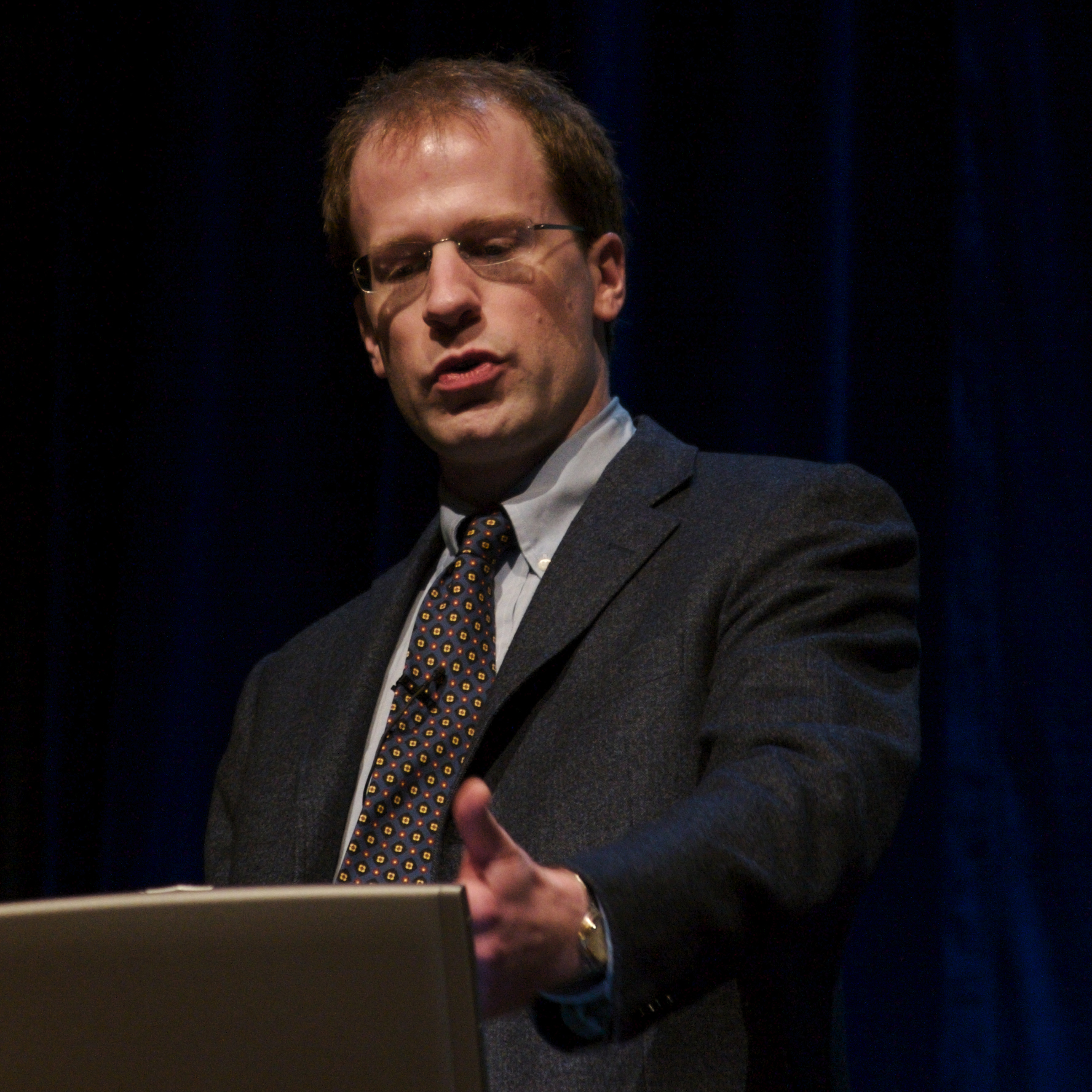
ニック・ボストロム（2006年、スタンフォード大学にて）

ニック・ボストロム（瑞: Niklas Boström、英: Nick Bostrom、1973年3月10日 - ）は、スウェーデン人の哲学者であり、元オックスフォード大学教授。人間原理に関する業績で知られる。ロンドン・スクール・オブ・エコノミクスで2000年に博士号を取得。
学会誌や一般誌に論文や記事を書く傍ら、様々なメディアにも登場し、クローニング、人工知能、精神転送、人体冷凍保存、ナノテクノロジー、シミュレーテッドリアリティといったトランスヒューマニズム関連の話をしている。
1998年、David Pearce と共に世界トランスヒューマニスト協会を設立。2004年、James Hughes と共に Institute for Ethics and Emerging Technologies を設立。現在は、両団体の会長を務めている。2005年、新たに設立された Future of Humanity Institute（オックスフォード大学）の所長に任命された。2024年，Future of Humanity Instituteの閉鎖に伴い、オックスフォード大学を退任。

## 哲学

### 存亡リスク
ボストロムの研究の有様は人間性の未来と長期間の結果に関係する。彼は 存亡リスクについて論じる。それは彼が「地球に源を発する知的生命の全滅もしくは永久的かつ劇的にその発展性を削ぐようになる不運な結果」のものの一つとして定義するものである。2008年の大著のGlobal Catastrophic Risksの中で、ボストロムと ミラン・M・チーコビッチ （英語:  Milan M. Ćirković）はともに存亡リスクとより広いクラスの地球壊滅リスクとの間の関係を特徴づけて、観測選択効果とフェルミのパラドックスに関連づけた。
2005年に、ボストロムは遥か未来の人類文明の研究を行うFuture of Humanity Instituteを設立した。彼はCentre for the Study of Existential Riskの顧問の一人でもある。

### 人間原理
ボストロムは彼の Strong Self-Sampling Assumption（強い自己標本化仮定）によって人間原理の正しい理解がなされるとし、「それぞれの観測時点は、その参照クラスにおける全ての観測時点のクラスから無作為に選ばれたものとして論じるべきだ」とした。このような考え方において、各観測時点は無作為に選択されたものとして分析されるべきである。観測時点のシーケンスの中で観測者の経験を分析することは、ある種の逆説を避ける役に立つ。しかし、主な曖昧性は適切な「参照クラス」の選択である。弱い人間原理では、これは我々の宇宙における全ての実際のまたはありうべき観測時点に対応するかもしれない。強い人間原理では、全ての多元宇宙に対応するかもしれない。ボストロムの数学的研究によると、参照クラスが広すぎても狭すぎても、直観に反する結果となる。しかし、彼は完璧な選択を規定できていない。

### シミュレーション仮説
表面上、ボストロムのシミュレーション仮説は一種の懐疑主義的仮説であり、一般的信念に異議を唱えるために出された現実の性質についての提案である。そこには、現実が錯覚であるとする仮説に関する長い歴史が存在する。古くはプラトンに始まり、ルネ・デカルトの心と体の二元論を確実に支持し、バートランド・ラッセルの支持した立場に近い現象論にも密接に関連する。しかし、ボストロムはこのような流れとは無関係に、シミュレーション仮説を妥当とする経験的理由があると主張した。彼が示唆したのは、住民のいる惑星全体あるいは宇宙全体をコンピュータ上でシミュレート可能で、その住民が完全に意識を持っているなら、十分に高度に発達した文明ならそのようなシミュレーションを実行する可能性が高く、従って我々が実際にそのようなシミュレーションの中の住民である可能性が高いということであった。
ボストロムの主張は、以下の3つのうちどれかが真だというものである。
1. どんな文明もシミュレーテッドリアリティを生み出すほどの技術レベルにまで達することなく滅亡してしまう。
2. そのような技術レベルに達した文明があったとしても、倫理やリソースなど様々な理由からシミュレーションを実行しない。
3. 我々が日頃経験する事物は、ほとんどがシミュレーション内の実体である。

## 批判的受容
人工知能に関するボストロムの著作に対する応答のうち、 オーレン・エツオーニ （英語:  Oren Etzioni）はMITテクノロジーレビューの記事の中で,
「超知能が予見可能な水平線にあるという予測は利用可能なデータによって支持されていない。」と書いた。アラン・ダフォー（英: Allan Dafoe）とスチュワート・ラッセル（英:  Stuart Russel）教授は共にエツオーニの調査方法論とエツオーニの結論に争う応答を書いた。
 Prospect誌はボストロムをその雑誌のWorld's Top Thinkersの2014年のリストに入れた。

## 著書
- Anthropic Bias: Observation Selection Effects in Science and Philosophy, 2002年3月, ISBN 0-415-93858-9
- Global Catastrophic Risks, ニック・ボストロム編, 2008年9月, ISBN 978-0-19-857050-9
- Human Enhancement, Julian Savulescu, ニック・ボストロム編, 2009年3月, ISBN 0-19-929972-2
- Superintelligence: Paths, Dangers, Strategies, 2014年7月, ISBN 978-0-19-967811-2